# Инерцоиды
Инерцио́ид, инерцо́ид, инерционный движитель (ошибочное название «инерционный двигатель») — механизм, устройство или же аппарат, якобы способные приходить в поступательное движение в пространстве (или по поверхности) без взаимодействия с окружающей средой, а лишь за счет перемещения рабочего тела, находящегося внутри. Авторы инерцоидов, показывая действующие модели, либо дают некорректное объяснение их работы, основанное на известных законах физики, либо утверждают, что для создания движения используются некие «новые» (неизвестные современной науке) свойства взаимодействующих инерционных масс и гравитационных полей.
Возможность создания такого движителя отрицается современной наукой из-за противоречия закону сохранения импульса. Критики, не отрицая возможности существования неизвестных физических взаимодействий, настаивают на том, что эффекты таких взаимодействий должны быть на много порядков слабее, чем нужно для их обнаружения и использования в устройствах наподобие предлагаемых авторами.

## Объяснение парадокса
Принцип работы двигателя инерцоида основан на том, что внутри него находится груз, который при помощи привода от электромотора совершает периодическое движение по замкнутой траектории внутри корпуса машины. При движении в одном направлении сила, ускоряющая груз, мала, при движении в обратном направлении ускоряющая сила велика. Согласно третьему закону Ньютона, при движении груза в одном направлении он действует на корпус инерцоида с маленькой силой, не превышающей силу трения покоя инерцоида о поверхность Земли, а при движении в другом направлении — с большой силой, превышающей силу трения и приводящей в движение инерцоид. 
Согласно закону сохранения импульса {\displaystyle m\Delta v=F\Delta t}, где {\displaystyle m} — масса грузика с пружиной на инерцоиде, {\displaystyle \Delta v} — приобретаемая им скорость, {\displaystyle F} — сила для ускорения грузика на пружине, по третьему закону Ньютона, равная силе действия грузика на инерцоид, {\displaystyle \Delta t} — время ускорения грузика на пружине в одном направлении. Если величина импульса {\displaystyle m\Delta v} равна по абсолютной величине для прямого и обратного направления ускорения грузика, то {\displaystyle F} тем больше по абсолютной величине, чем {\displaystyle \Delta t} меньше. При ускорении грузика в одну сторону с большим {\displaystyle \Delta t} сила {\displaystyle F} меньше силы трения покоя, при ускорении грузика в другую сторону сила {\displaystyle F} больше силы трения покоя и силы трения движения и модель приходит в движение.

## История

Чертеж инерциоида Толчина

Впервые термин «инерцоид» придумал инженер В. Н. Толчин в 1930-е годы. «Тележка Толчина» представляет собой платформу на колёсах, наверху которой на рычагах перемещаются один или два груза: в одну сторону медленно, а в другую быстрее. Для перемещения грузов используется, например, пружинный механизм от заводных игрушек. Хотя к колёсам никакой силовой передачи нет, такая тележка приходит в неравномерное, но направленное движение. Аналогичный эффект (но с движением в противоположную сторону) наблюдается и при установке инерцоида на плавающую модель.
В середине 1970-х годов тема инерцоидов была весьма популярна: эти механизмы демонстрировались в телепередачах (напр., «Это вы можете»), про них писали популярные молодёжные научно-технические журналы и т. п.

## Принцип работы

### Физическая модель
Принцип действия инерцоидов заключается в том, что их целенаправленное движение вызывается различием силы трения в опоре при прямом и обратном полутакте работы. При сухом трении сопротивление медленному движению превышает сопротивление быстрому (при одном полутакте, когда прилагается малая сила, сила трения покоя не преодолевается и аппарат остаётся на месте; при обратном полутакте сила трения преодолевается, аппарат движется). Объяснение эффекта в  жидкостях принципиально иное (так как в жидкостях и газах нет силы трения покоя) и основано на вязкостных силах трения. Смещение корпуса инерциоида образует позади него зону пониженного давления, резкое схлопывание которой придаёт ему импульс. Так как обратное смещение происходит медленнее,  то соответственно заполнение зоны пониженного давления происходит более плавно и даёт меньший импульс в обратном направлении. 
Тем самым отрицается заявленная возможность перемещения без взаимодействия с внешней средой — взаимодействие со средой происходит через трение (это доказывают и эксперименты с инерцоидами на крутильных весах, когда направленное движение не возникает; в вакууме движение инерцоидов, работающих на принципе отбрасывания воздуха, также не происходит). Гидравлические инерцоиды, принцип которых основан на перекачивании жидкости с разной скоростью вперёд и назад, движутся благодаря возникающей в них турбулентной вибрации, которая через корпус передаётся внешней среде. Двигатели, основанные на излучении электромагнитных волн разной длины внутри замкнутой конструкции (ЭМдрайв) так же являются инерцоидами так как их принцип не предполагает взаимодействия с внешней средой.

### Объяснение авторов
Авторы инерцоидов категорически не согласны с традиционным объяснением; они утверждают, что трение в осях как раз специально делается как можно меньшим и им можно пренебречь (хотя классическая механика для объяснения эффекта привлекает не силу трения в осях, а силу трения между аппаратом (в сухом случае — колёсами) и поверхностью).
Сами авторы утверждают:
Несмотря на внешнее сходство, вибратор («виброход») и инерцоид — устройства, принципиально отличные друг от друга.Толчин В. Н. Инерцоид
Г. И. Шипов, деятель псевдонауки и большой энтузиаст инерцоидов (впоследствии академик общественной организации РАЕН), для их объяснения использует псевдонаучную теорию торсионных полей и якобы разработанное им обобщение механики Ньютона — названное им механикой Декарта («теория физического вакуума»). Эти методы были раскритикованы научным сообществом.

## Испытания в космосе
В мае 2008 года был запущен в космос малый космический аппарат «Юбилейный» с инерцоидом на борту. Инициатором доставки в космос инерцоида, прозванного журналистами «гравицапой», был генерал Валерий Меньшиков, директор НИИ космических систем. Эксперименты финансировались в рамках межгосударственной российско-белорусской программы «Космос СГ», где главным исполнителем является также Валерий Меньшиков (однако другие источники утверждают, что, вопреки распространённому мнению, аппаратура не проходила сертификации в Роскосмосе, спутник — студенческий, и, в принципе, любая техника могла принять участие в научной программе спутника).
Несмотря на предупреждения учёных о невозможности для такого движителя создать тягу в космосе, поскольку это противоречит одному из фундаментальных физических законов — закону сохранения импульса, его авторы заявляли, что в НИИ КС «движитель без выброса реактивной массы» работал и создавал тягу в 28 грамм. На данный движитель был выдан патент «Роспатентом».
В июне-июле того же года были проведены первые испытания, результаты которых были названы «неоднозначными», а в феврале 2010 начались полномасштабные эксперименты.
Как и ожидали учёные, выведенный в космос движитель не смог изменить орбиту спутника. Сам принцип работы «двигателя» и деятельность, связанная с его «созданием», не раз обсуждались и критиковались Комиссией РАН по борьбе с лженаукой. По мнению академика Эдуарда Круглякова, председателя этой комиссии, подобные эксперименты нанесли ощутимый ущерб как бюджету, так и научному престижу России.

## Псевдонаучная литература
- Шипов Г. И. Теория физического вакуума. — М., 2002.
- Меньшиков В. А., Дедков В. К. Тайны тяготения / под общ. ред. В. А. Меньшикова. — ил. — Библиогр.: с. 328—331 (48 назв.). — М.: НИИ КС, 2007. — 331 с.
- Меньшиков В. А. Антигравитационный двигатель — правда или вымысел? : статья // Эл. изд. «Академия Тринитаризма» : Эл. журнал. — М., 2007. — № публ. 14570 (13 сентябрь).
- Шипов Г. И. 4D гироскоп в механике Декарта // trinitas.ru
- Актуальная Россия (вопросы экономической теории и практики). Т. 1.